# Ступак Неоніла Захарівна
 Неоніла Захарівна Ступак (29 жовтня 1915, Черкащина — 6 червня 1999, Кролевець
) — механізатор, Герой Соціалістичної Праці.

## Біографія
Ступак Неоніла Захарівна народилась на Черкащині 29 жовтня 1915 року. З 1931 року працювала за комсомольською путівкою на новобудовах міста Шостки муляром-штукатуром. 1934 року закінчила курси трактористів, працювала механізатором у радгоспі імені Петровського, згодом у селі Клишки. Закінчила курси водіїв у Конотопі. В роки Другої світової війни очолювала рільничу бригаду. З 1946 року працювала на Пиротчинському торфопідприємстві. Депутат районної та обласної ради, член республіканського комітету профспілок України.

## Відзнаки
1966 року в Києві отримала високі нагороди — орден Леніна і Золоту медаль Героя Соціалістичної Праці.